# 초음속 순항

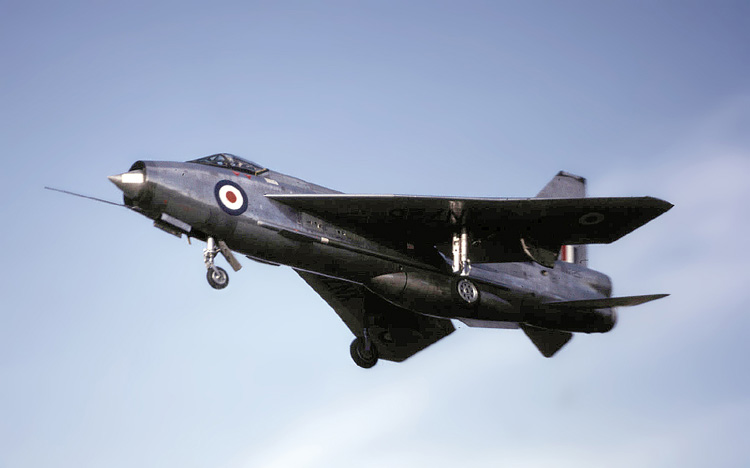
잉글리쉬 일렉트릭 라이트닝은 최초로 슈퍼크루즈 비행이 가능한 비행기였다.

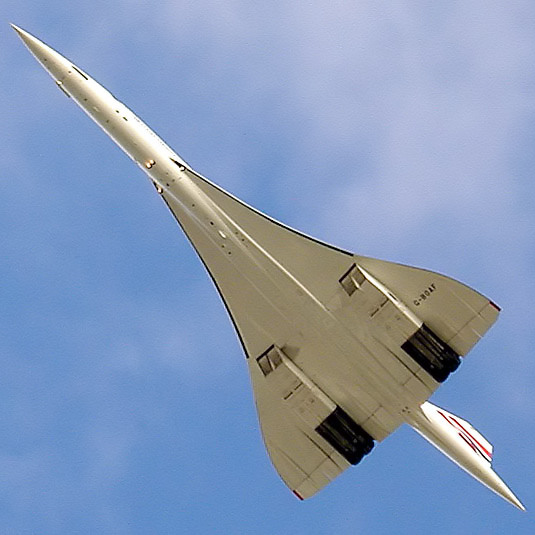
콩코드는 대서양노선 거의 대부분의 구간에서 초음속 순항을 하였다.

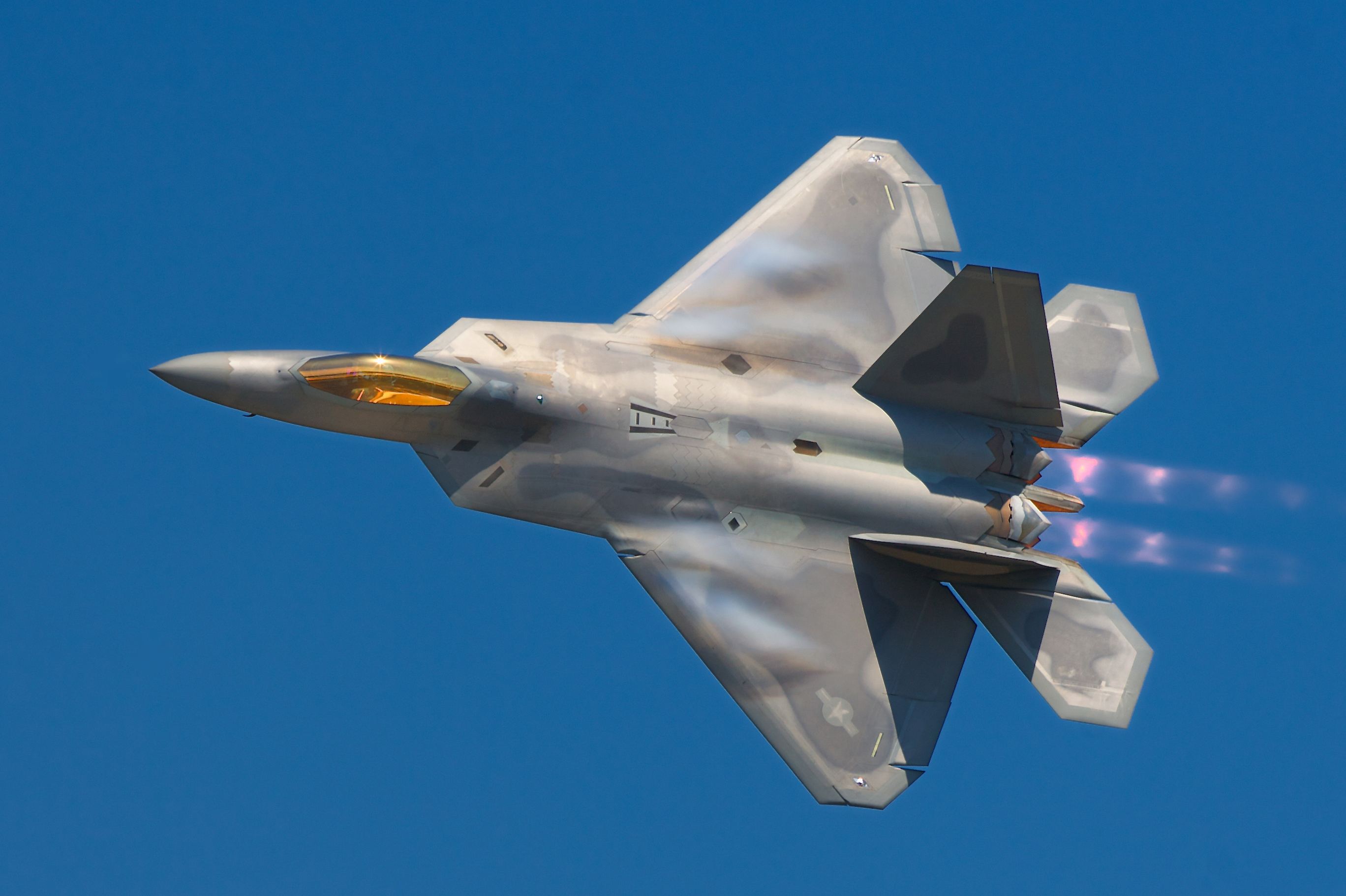
F-22 랩터도 초음속순항이 가능하지만 사진에서는 애프터버너 가동중이다.

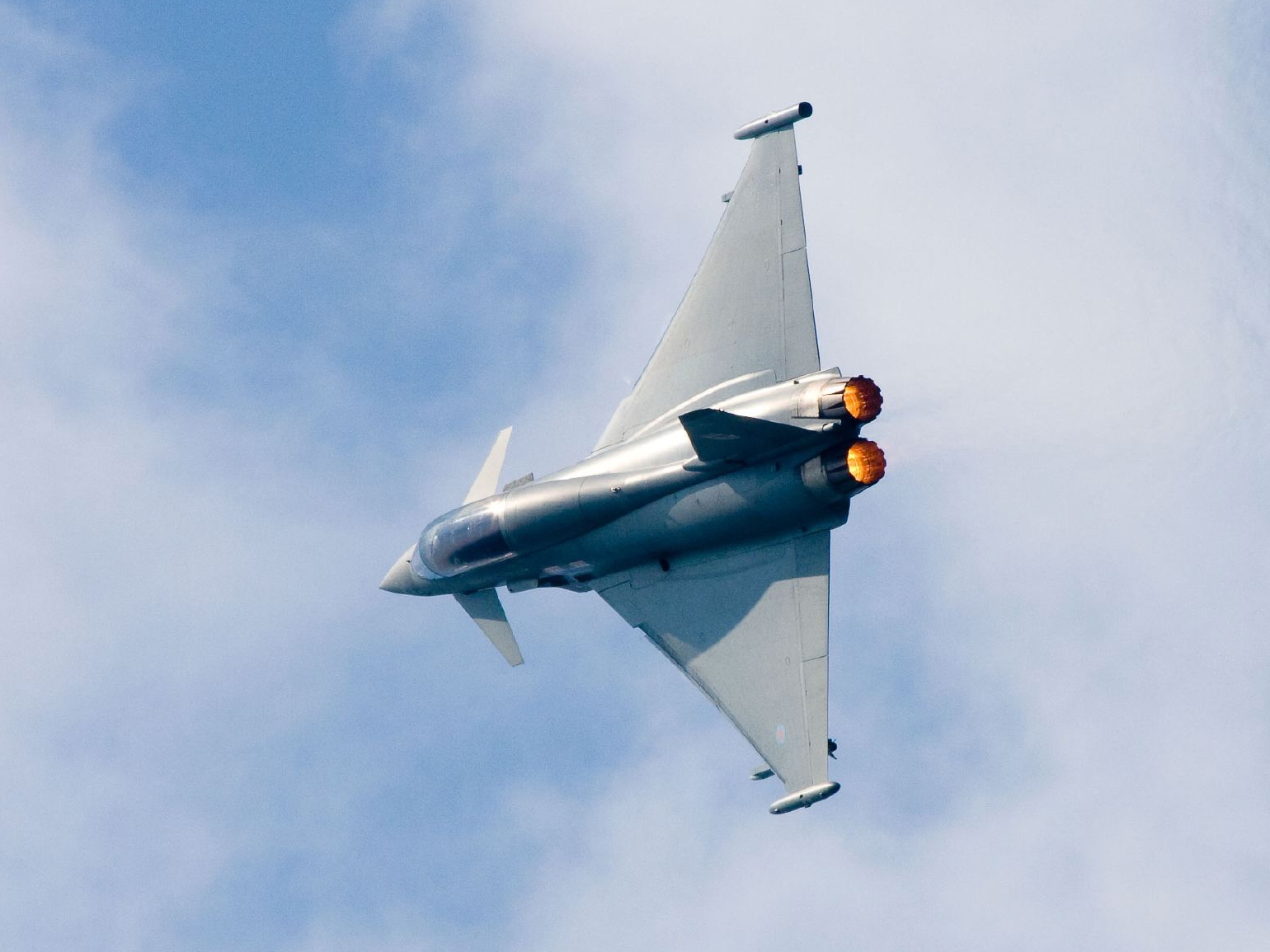
유로파이터 타이푼은 마하 1.5의 속도로 초음속순항이 가능하였다.

초음속 순항 또는 슈퍼크루즈(supercruise)는 애프터버너(재가열)를 사용하지 않는 효율적인 초음속 비행 방법이다. 여객, 화물, 무기 운반용 등의 항공기에 사용된다.

## 이점
대부분의 군사용 항공기는 초음속으로 순항하기 위해 애프터버너를 사용한다. 애프터버너는 배기 구간에서 일반적으로 압력이 낮아지기 때문에 기존 제트기 엔진의 작동방식에 비해서 비효율적이다. 그러므로 슈퍼크루즈 비행을 할 수 있는 기체는 그렇지 않은 기체보다 초음속에서 일반적으로 더 잘 견딜수 있다. 애프터버너 불기둥(plume, 플룸)이 레이다 신호를 반사하고 중요한 적외선 신호(IR signature)를 만들어낸다는 점을 고려하면, 슈퍼크루즈는 스텔스기에게 이점을 줄 수 있다.

## 군용 목적 사용
‘슈퍼크루즈’라는 용어는 원래 USAF 존 보이드 대령, 피에르 스프레이, 에베레스트 리치오니 대령(F-16 팰콘의 지지자들)이 제시한 전투기 성능 요구표를 기술하는 데에 사용되었다. F-16의 생산에 뒤이어, 그들은 최소 20분 내에 적의 영토 위를 초음속으로 순항할 수 있는 능력을 가진, 향상된 전투기를 개발하기 시작했다.